# Eva Bubat

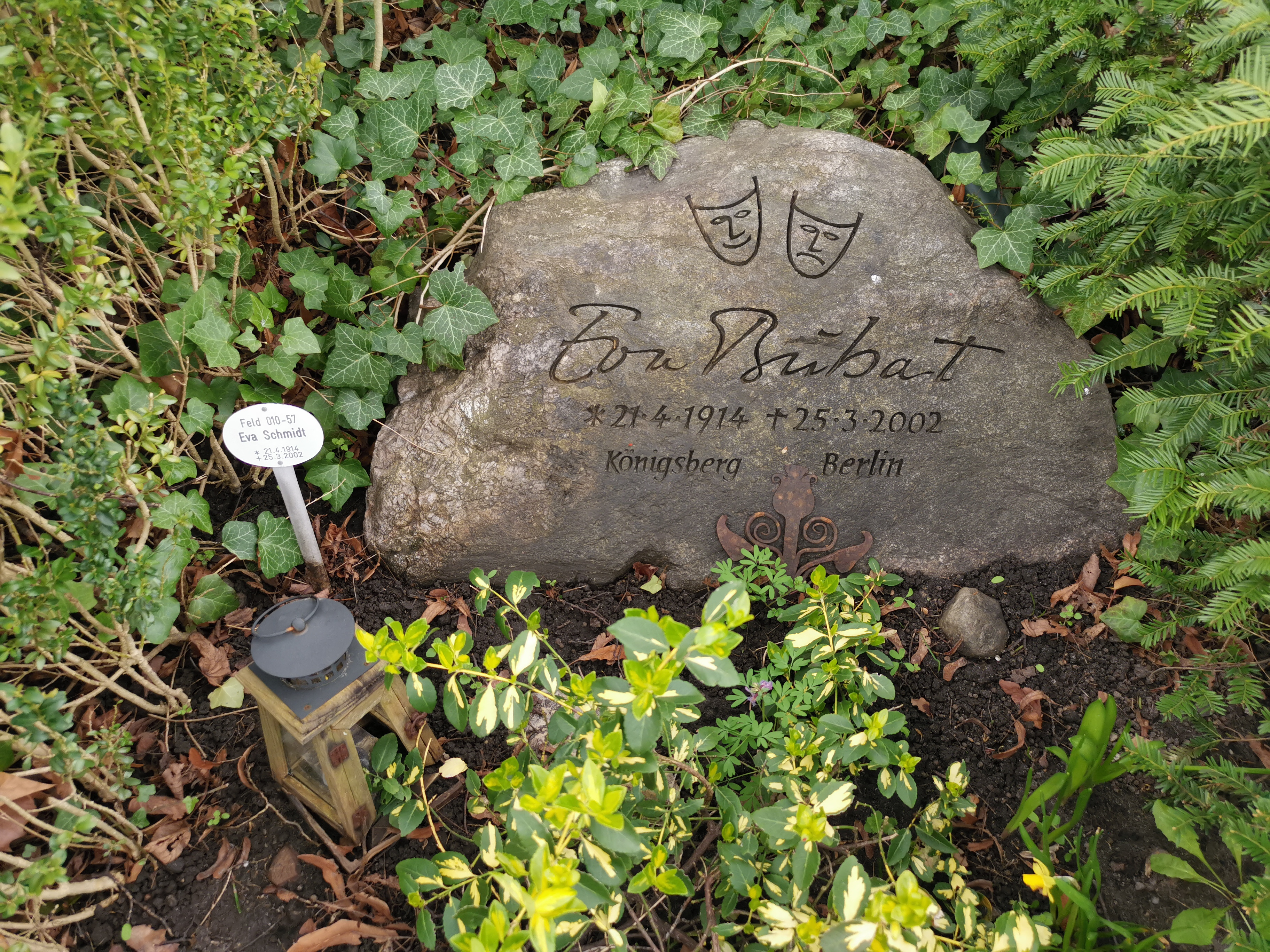
Grab auf dem Friedhof Berlin-Dahlem

Eva Bubat (* 21. April 1914 in Königsberg; † 25. März 2002 in Berlin) war eine deutsche Schauspielerin und Hörspielsprecherin.

## Leben und Wirken
Eva Bubat absolvierte ihre Theaterausbildung an der Schauspielschule in Heidelberg. Ihr erster belegter Theaterauftritt fand in der Spielzeit 1940/41 am Theater Aachen in Shakespeares Maß für Maß statt. Nach dem Zweiten Weltkrieg erhielt sie ein Engagement am Schillertheater in Berlin, zu dessen Bühnen auch das Schlosspark Theater in Steglitz gehörte. Dort hatte sie in der Folge ihre meisten Auftritte.
Seit Beginn der 1950er Jahre trat sie auch in etlichen deutschen Spielfilmen und Fernsehfilmen auf. Einem größeren Publikum bekannt wurde sie durch ihr Mitwirken in der deutsch-französischen Kriminalfilmreihe Achtung Zoll! im Jahr 1980. Eva Bubat war zwischen 1948 und 1980 an über 25 Hörspielproduktionen beteiligt.
Sie ist die Mutter der Schauspielerin Julika Kaempfer.
Eva Bubat starb 2002 nach langer Krankheit im Alter von 87 Jahren in Berlin. Sie wurde auf dem Friedhof Dahlem beigesetzt (Feld 010-57).

## Theaterrollen (Auswahl)
- 1940/41: William Shakespeare: Maß für Maß – Regie: Hans Schalla (Theater Aachen)
- 1951/52: Johann Nestroy: Die beiden Nachtwandler – Regie: Oscar Fritz Schuh (Schillertheater (Berlin))
- 1952: Paul Claudel: Der seidene Schuh oder Das Schlimmste trifft nicht immer zu – Regie: Willi Schmidt (Schillertheater (Berlin))
- 1952: Peter Ustinov: Die Liebe der vier Obersten – Regie: Helmut Käutner (Schlosspark Theater Berlin)
- 1953/54: Arthur Miller: Hexenjagd – Regie: Erwin Piscator (Schlosspark Theater Berlin)
- 1955/56: William Faulkner: Requiem für eine Nonne – Regie: Erwin Piscator (Schlosspark Theater Berlin)
- 1955/56: N. Richard Nash: Der Regenmacher – Regie: Boleslaw Barlog (Schlosspark Theater Berlin)
- 1955/56: Arthur Miller: Ein Blick von der Brücke – Regie: Leo Mittler (Schlosspark Theater Berlin)

## Filmografie (Auswahl)
- 1951: Sündige Grenze
- 1953: Geliebtes Leben
- 1954: Ihre große Prüfung
- 1954: Roman eines Frauenarztes
- 1956: Anastasia, die letzte Zarentochter
- 1956: Studentin Helene Willfüer
- 1957: Gericht bei Nacht (Fernsehfilm)
- 1958: Blätter im Winde (Fernsehfilm)
- 1960: Das Haus voller Gäste (Fernsehfilm)
- 1960: Geheimnis einer Frauenklinik
- 1961: Lebensborn
- 1962: Mord im Dom (Fernsehfilm)
- 1962: Das Schloß (Fernsehfilm)
- 1963: Das Fäßchen (Fernseh-Kurzfilm)
- 1963: Die Frau des Bäckers (Fernsehfilm)
- 1965: Der neue Mann (Fernsehfilm)
- 1966: Woyzeck (Fernsehfilm)
- 1980: Achtung Zoll! (Fernsehserie, 5 Folgen)

## Hörspiele (Auswahl)
- 1948: Ludwig Weber: Christgeburt – Regie: Cläre Schimmel
- 1949: Gerhart Hauptmann: Hanneles Himmelfahrt – Regie: Cläre Schimmel
- 1950: Federico García Lorca: Bluthochzeit – Regie: Hanns Korngiebel
- 1950: Gustav Albert Mulach: Brot für starke Zähne – Regie: Hanns Korngiebel
- 1951: Christopher Fry: Ein Phönix zuviel – Regie: Boleslaw Barlog
- 1951: Alfred Polgar: Defraudanten – Regie: Curt Goetz-Pflug
- 1952: Gerhart Hauptmann: Elga – Regie: Hanns Korngiebel
- 1952: Dieter Rohkohl: Die ehrbaren Diebe – Regie: Detlof Krüger
- 1954: Felix Timmermans: Das Spiel von den Heiligen Drei Königen – Regie: Hans Bernd Müller
- 1955: Wolfdietrich Schnurre: Kranichzug – Regie: Hanns Korngiebel
- 1955: Johannes Hendrich: Neuneinhalb Zeilen für Dr. Brasseur – Regie: Hans Bernd Müller
- 1956: Hellmut Kleffel: Streik in Ferrara – Regie: Ludwig Cremer
- 1957: Eric Ambler: Schirmers Erbschaft – Regie: Cläre Schimmel
- 1957: Werner Gläser: Das Haus hinter den Weiden – Regie: Gustav Burmester
- 1958: Felix Gasbarra: John Every oder Wieviel ist der Mensch wert? – Regie: Fritz Schröder-Jahn
- 1960: Ruth Rehmann: Ein ruhiges Haus – Regie: Fritz Schröder-Jahn
- 1960: Wolfgang Beutin: Muscheln und Papierblumen – Regie: Armas Sten Fühler
- 1962: Gerhart Hauptmann: Elga – Regie: Otto Ambros
- 1965: Thomas Mann: Die Buddenbrooks (1. Teil) – Regie: Wolfgang Liebeneiner
- 1965: Thomas Mann: Die Buddenbrooks (2. Teil) – Regie: Wolfgang Liebeneiner
- 1965: Thomas Mann: Die Buddenbrooks (4. Teil) – Regie: Wolfgang Liebeneiner
- 1980: Friederike Roth: Klavierspiele – Regie: Jörg Jannings
- 1980: Jürgen Haug: Kellerassel – Regie: Peter Michel Ladiges